# Diversidad sexual en Quevedo

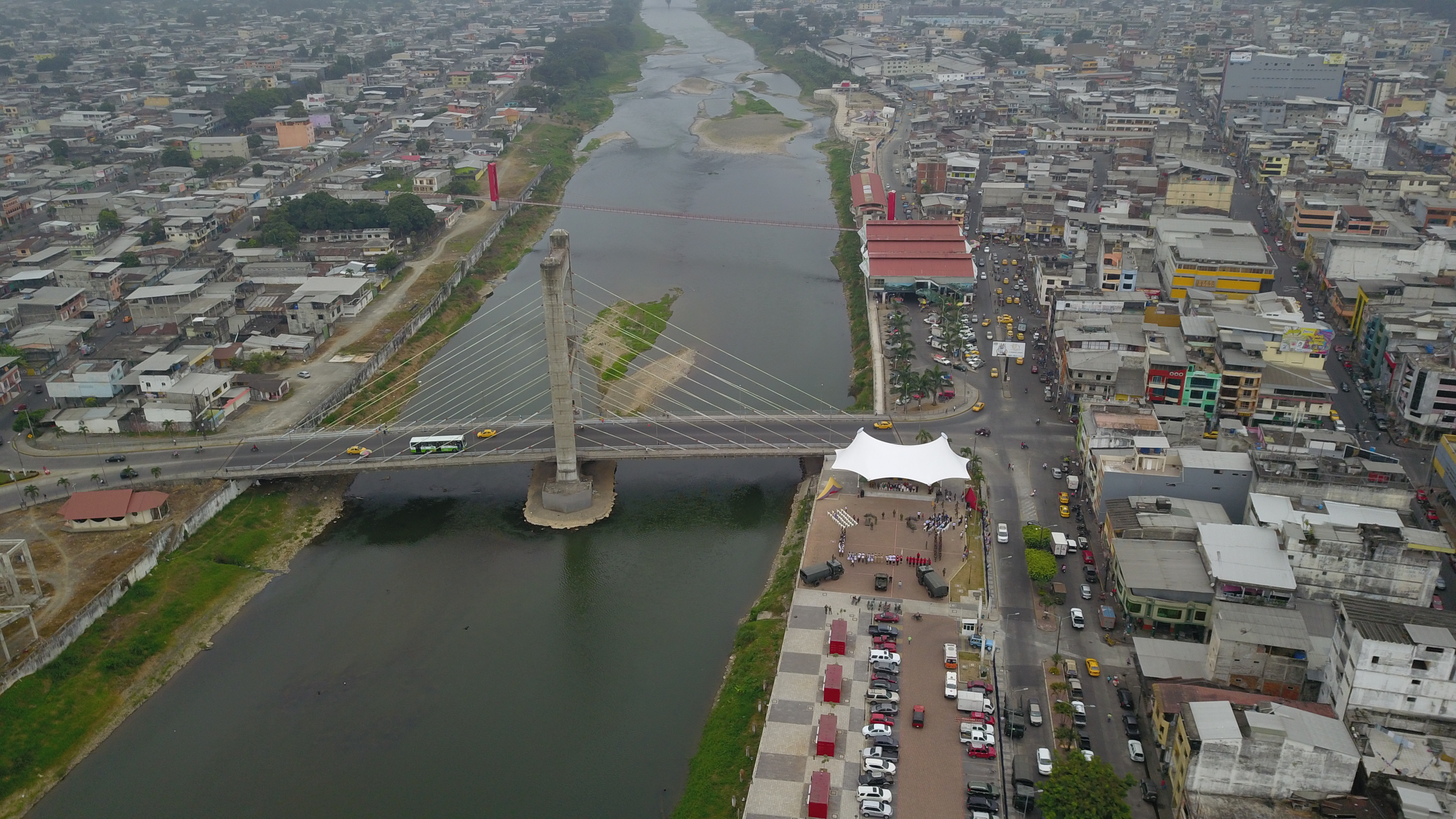
Vista panorámica de la ciudad ecuatoriana de Quevedo.

La diversidad sexual en Quevedo engloba las distintas manifestaciones de sexualidad y género de las poblaciones LGBT que han habitado la ciudad ecuatoriana de Quevedo a lo largo de su historia. A pesar de los logros que han alcanzado en cuanto a derechos a nivel nacional, las personas pertenecientes a la diversidad sexual continúan sufriendo discriminación en Quevedo, particularmente en el acceso al trabajo. En décadas recientes, ha existido más apertura por parte de las autoridades a las problemáticas de la diversidad sexual y se han realizado campañas de sensibilización de derechos. También se han realizado diversos eventos dirigidos a esta población, entre ellos certámenes de belleza, torneos deportivos y una marcha del orgullo.
La comunidad de personas LGBT de Quevedo comenzó a organizarse desde marzo de 1996, como forma de exigir respeto y defender sus derechos. Entre las organizaciones LGBT de la época se encontraba la Asociación de gays de Quevedo, dirigida por el activista Antonio Ube y que para 2003 contaba con 27 integrantes. Durante los primeros años del siglo xxi, las personas pertenecientes a la diversidad sexual continuaron articulándose en la ciudad. Entre las organizaciones LGBT más importantes estuvo la Fundación Logro Esperanza y Triunfo de Quevedo (FLET), presidida por el activista Carlos Altamirano, que para 2017 contaba con alrededor de 80 miembros. Otra activista LGBT conocida es Rebeca Tiwi, originaria del pueblo indígena shuar pero que habita en la ciudad.
De acuerdo al Censo de Población y Vivienda de Ecuador de 2022, 3270 personas de Quevedo se identificaron abiertamente como LGBT, lo que posicionó a la ciudad como la decimoquinta del país en cuanto a cantidad de personas pertenecientes a la diversidad sexual.

## Acceso a derechos
El acceso efectivo a derechos por parte de las personas pertenecientes a la diversidad sexual ha avanzado de forma lenta en la ciudad. Hasta 2018, solo dos parejas del mismo sexo habían registrado sus uniones de hecho en sus documentos de identidad, cuatro años después de que la reforma que permitía este registro fuera aprobada. En cuanto al matrimonio entre personas del mismo sexo, la dependencia del Registro Civil de la ciudad anunció en julio de 2019, un mes después de su legalización en el país, que ya se encontraba habilitada para realizar el trámite.
En septiembre de 2020, personas transgénero denunciaron que el Registro Civil de Quevedo no permitía la actualización de sus géneros en sus documentos de identidad, en violación a la Ley Orgánica de Gestión de la Identidad y Datos Civiles. De acuerdo a la agencia, este trámite no se podía realizar en la ciudad debido a temas logísticos y solo estaba disponible en las dependencias de las ciudades de Manta, Cuenca, Guayaquil y Quito. Debido a esta limitación, solo 28 personas de Quevedo habían logrado hasta el momento cambiar su género, para lo que habían tenido que trasladarse a una de esas ciudades. Las denunciantes interpusieron una acción de habeas data contra el Registro Civil ante el Tribunal de Los Ríos, que en noviembre del mismo año falló a favor de ellas y, como medidas reparativas, exigió la actualización del género de las demandantes y la publicación de una disculpa pública por parte de la entidad. En abril de 2021, el trámite de cambio de género en la cédula se extendió a nivel nacional para todas las dependencias del Registro Civil, incluyendo la de Quevedo, lo que fue celebrado por activistas locales.

## Eventos
A partir de la década de 2000, distintos eventos públicos dirigidos a las poblaciones LGBT se empezaron a realizar en Quevedo. Al menos desde 2006, se comenzó a celebrar la elección de la Reina Gay de la ciudad, que en ese año tuvo lugar en la discoteca Locus. Al año siguiente, la elección se realizó en la Cooperativa de Ahorro y Crédito. La ciudad ha sido escenario de otros certámenes de belleza LGBT, entre ellos la elección de la Miss Ecuador Trans, que en 2016 cumplió su séptima edición en la ciudad y que contó con candidatas de varias provincias, las mismas que, como actividades previas a la elección, visitaron el edificio del gobierno provincial y se reunieron con los alcaldes de Mocache y Quevedo.
El 22 de julio de 2016, se realizó por primera vez una marcha del orgullo LGBT en la ciudad. El recorrido inició en el parque de La Madre y avanzó a través de las calles 7 de Octubre y Bolívar, además del puente Humberto Alvarado Prado, para finalizar en el parque de La Amistad, donde se realizó un festival artístico. El evento fue organizado por la comunidad LGBT local, representada por el activista Carlos Altamirano, y contó con la presencia de delegaciones y activistas de distintas ciudades, como el guayaquileño Walter Gómez Ronquillo. La marcha contó con el apoyo de organizaciones y entidades como la alcaldía de la ciudad, el gobierno provincial, la fundaciónn Yunta y el diario La Hora.
Personas pertenecientes a la diversidad sexual han participado además con delegaciones propias en eventos como la Ronda Quevedeña, donde incluso han acudido con carrozas alegóricas, y marchas en favor de la paz. También han desarrollado eventos deportivos dirigidos a atletas LGBT, por ejemplo en 2016, cuando se desarrolló en el Coliseo Ciudad de Quevedo un torneo LGBT de básquet y fútbol, con apoyo de la alcaldía, que atrajo a delegaciones de provincias como Guayas, Manabí y Santo Domingo.

## Ocio
Aunque el advenimiento de aplicaciones de citas en línea ha facilitado la búsqueda de personas LGBT para entablar relaciones amorosas o sexuales, Quevedo aún cuenta con lugares en que algunos hombres homosexuales suelen tener encuentros sexuales anónimos en espacios públicos, práctica conocida como cruising. Estos encuentros tienen lugar en sitios como el malecón de la ciudad, las riberas del Río Quevedo, las inmediaciones del parque de La Amistad o los baños de centros comerciales; y suelen acordarse por medio de redes sociales o aplicaciones.